# 朱翊鐸 (寧海王)
寧海昭敬王朱翊鐸（16世紀—1617年），明朝德藩第二代寧海王，寧海恭和王朱載㘧的嫡第五子。

## 生平
隆慶三年（1569年），寧海恭和王朱載㘧去世。萬曆元年（1573年）四月，朱翊鐸襲封寧海王。
萬曆四十五年（1617年），朱翊鐸去世，諡號昭敬。四年後，庶第六子朱常沺襲爵。

## 家庭

### 妻
- 張氏，南城兵馬副指挥張邦佐女，萬曆八年（1580年）四月冊為寧海王妃[5]。

### 子
- 庶長子：夭折
- 庶第二子：夭折
- 庶第三子：夭折
- 庶第四子：夭折
- 庶第五子：朱常淳，夭折
- 庶第六子：寧海王朱常沺[1]